# Andrew Claude de la Cherois Crommelin
Andrew Claude de la Cherois Crommelin (6 de febrero de 1865 – 20 de septiembre de 1939) fue un astrónomo británico que trabajó en el Real Observatorio de Greenwich y realizó varias expediciones para observar eclipses solares.

## Biografía
Crommelin nació el 6 de febrero de 1865 en Cushendun, Condado de Antrim, Irlanda del Norte. Estudió en Inglaterra en el Marlborough College y en el Trinity College de Cambridge.
Crommelin fue un experto en cometas y sus cálculos de las órbitas de los cometas Comet Forbes 1928 III, Comet Coggia-Winnecke 1873 VII, and Comet Pons 1818 II, en 1929 mostró que esos cometas en realidad eran mismo cometa periódico. El cometa recibió entonces el nombre "Cometa Pons-Coggia-Winnecke-Forbes". En 1948, un cometa recibió el nombre 27P/Crommelin en su honor.

### Epónimos
- Cometa 27P/Crommelin
- El cráter lunar Crommelin
- El cráter marciano Crommelin
- El asteroide (1899) Crommelin